# 장례식의 멤버
"장례식의 멤버"는 2009년에 개봉한 대한민국의 영화이다.

## 캐스팅
- 이주승 : 노희준 역
- 유하복 : 우준기 역
- 박명신 : 오정희 역
- 송하윤 : 우아미 역
- 오지은 : 어린 오정희 역
- 김정석 : 진구 역
- 권재환 : 자율학습 선생 역
- 홍근하 : 강의실 대학생들 역

## 수상
- 2008년 제13회 부산국제영화제
  - 넷팩상(아시아영화진흥기구상) - 백승빈